# Enlace Sur ferroviario de León
El Enlace Sur Ferroviario de León es una línea de las que componen la red ferroviaria española, que permite eliminar el paso de trenes, principalmente de mercancías, por la ciudad de León. Está ubicada en los términos municipales de León, Onzonilla y Santovenia de la Valdoncina.
Está compuesto de dos ramales de vía única en ancho ibérico y en su mayor parte en terraplén: 
Palencia-Galicia (de 3.085 m.)
León-Asturias (de 2.772 m.)
Ambos parten de la línea Palencia-La Coruña, uno a cada lado de la actual Estación de Contenedores, y finalizan en la línea León-Ponferrada en las proximidades de las bodegas de La Serna, en Villacedré.
El Enlace Sur de León es una pieza fundamental en la remodelación que se está llevando a cabo en la red arterial ferroviaria de la ciudad de León con motivo de la llegada de la alta velocidad, ya que permite dar continuidad a todos los movimientos de mercancías entre el interior de la Península, Galicia y Asturias, eliminando el paso obligatorio por la estación de León.

## Desarrollo de las obras

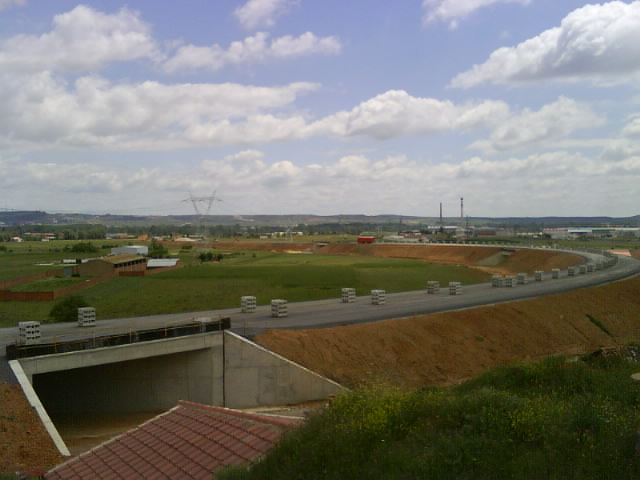
Momento de la construcción del ramal ferroviario conjunto.

El 9 de junio de 2006, el Consejo de Ministros autoriza al Ministerio de Fomento la licitación de las obras del Enlace Sur ferroviario de León, por un importe de 21.472.905,14 euros y un plazo estimado de ejecución de dieciocho meses.
Tras un breve período de tiempo, el 29 de junio de 2006, el Ministerio de Fomento licita el proyecto según lo acordado en el Consejo de Ministros.
Una vez cumplidos todos los trámites legales, el Ministerio de Fomento adjudica las obras del Enlace Sur ferroviario de León el 16 de diciembre de 2006, a la Unión Temporal de Empresas FCC Construcción-Contratas y Ventas (Convensa) por un importe de 17,3 millones de euros, de tal modo que las obras de ejecución comenzaron a principios de 2007.
Una vez finalizada la obra civil y dentro del plazo establecido en el contrato de ejecución de la obra, el presidente del Gobierno José Luis Rodríguez Zapatero inaugura esta infraestructura el 13 de septiembre de 2008, momento desde el cual entra en servicio, permitiendo eliminar el paso de los trenes de mercancías por el centro de la ciudad de León.

## La Línea

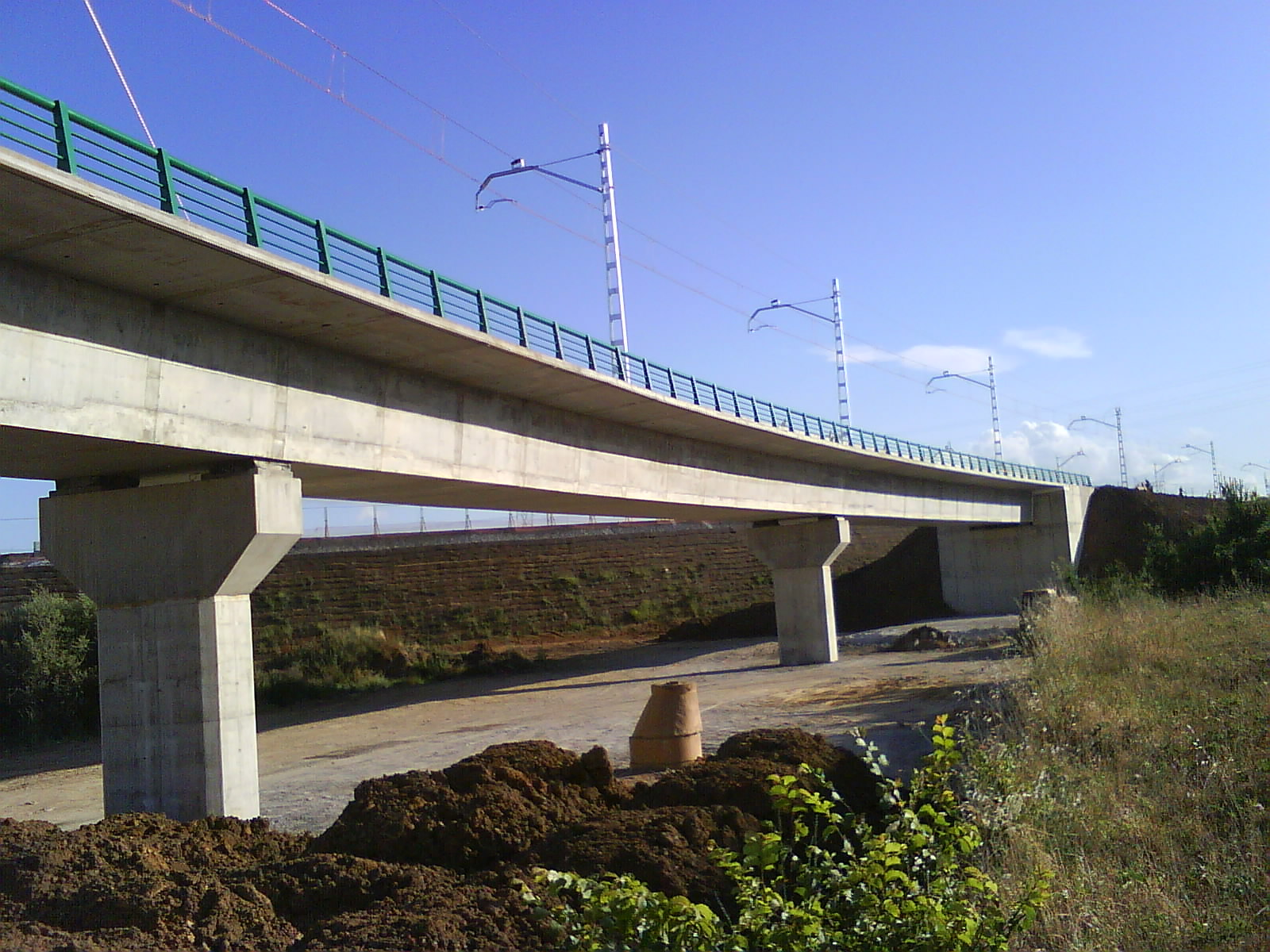
Imagen del Viaducto sobre la N-630 del enlace sur ferroviario de León.

El enlace ferroviario está constituido por dos ramales, el denominado Palencia-Galicia (de 3.085 m.) y el León-Asturias (de 2.772 m.). Ambos ramales, de vía única y en su mayor parte en terraplén, parten de la línea Palencia-La Coruña, uno a cada lado de la actual Estación de Contenedores y finalizan en la línea León-Ponferrada, en las proximidades de las bodegas de La Serna, en Villacedré.
Tras configurar sendos triángulos ferroviarios en cada una de las líneas, tienen un tramo común en doble vía en donde ambos discurren paralelamente y contienen a su vez los escapes necesarios para permitir todos los movimientos entre las líneas conectadas. El conjunto del enlace es de ancho ibérico.
Entre otras obras singulares, el proyecto incluye 8 pasos inferiores (uno de ellos para una derivación ferroviaria particular y el resto para diversas carreteras y caminos) y un viaducto de 315 metros para salvar el cruce con la N-630 y el Arroyo Fontanillas, de acuerdo con la Declaración de Impacto Ambiental.